# 2004 PX117
2004 PX117 est un objet transneptunien faisant partie des cubewanos. 

## Caractéristiques
2004 PX117 mesure environ 135 km de diamètre.